# 酒井田柿右衛門 (14代目)
14代目 酒井田 柿右衛門（さかいだ かきえもん、1934年8月26日 - 2013年6月15日）は、有田焼を代表する陶芸家で、“酒井田柿右衛門”の14代襲名者。本名：酒井田 柿右衛門、改名前-正（まさし）。

## 来歴・人物
佐賀県西松浦郡有田町で、13代目の息子として生まれる。
佐賀県立伊万里高等学校では祖父・12代柿右衛門の勧めで美術部に所属。絵付けの基礎となる部分を会得するため多摩美術大学日本画科で日本画を学び、卒業後帰郷して父親に弟子入りする。下積みを重ね父と祖父（先々代）が蘇らせた“濁手”（）の技法なども学んでいく。1971年、改名前の本名の酒井田 正（）名義で日本工芸会会員となり、この後のほぼ10年は本名で公募展や個展に出品した。
1982年、父の死を受け14代目を襲名。翌年アメリカ合衆国で「クローズ・アップ・オブ・ジャパン・イン・サンフランシスコ」にて海外で初出品し、サンフランシスコ市長から名誉市民号を贈られた。「14代目柿右衛門展」は国内だけでなく海外で高い評価を集めた。
2001年に重要無形文化財「色絵磁器」の保持者（人間国宝）に認定された。また広く後進の育成にも力を入れ、大学で教えるほか、2011年にはJリーグの地元クラブ・サガン鳥栖のデザインアドバイザーにも就任した。
2008年前後に癌が見つかってからは治療しながら活動を続けていたが、2013年5月、急に体調が悪くなり佐賀大学医学部附属病院に入院。それから約1か月後の同年6月15日、直腸がんと転移性肝腫瘍のため、死去した。78歳没。死没日付をもって従五位に叙された。なお、JR九州のクルーズトレイン「ななつ星 in 九州」の洗面所に使用されている洗面鉢が遺作となった。

## 受賞・栄典
- 日本伝統工芸展「日本工芸会奨励賞」 （1986年、1992年）
- 文部大臣表彰 （1999年）
- 佐賀新聞文化賞 （2001年）
- 旭日中綬章 （2005年）[7]
- 有田町名誉町民 （2006年）
- 西日本文化賞 （2007年）
- 従五位 （2013年）[8]

## 著書
- 『余白の美 酒井田柿右衛門』（集英社新書、2004年11月）。聞き書き
- 『遺言　愛しき有田へ』（白水社、2015年10月）。遺著

## 役職
- 1997年　佐賀県陶芸家協会会長 （2006年から名誉会長）
- 1999年　九州産業大学大学院芸術研究科特任教授 （2006年から客員教授）
- 2000年　有田陶芸協会会長 （2008年から名誉会長）
- 2001年　佐賀県立有田窯業大学校校長 （特別講師を兼任）
- 2006年　日本工芸会副理事長
- 2011年　サガン鳥栖デザインアドバイザー

## テレビ出演・CM
- プレミアム8 柿右衛門 はてしなき旅路～ヨーロッパが愛した日本の美～(NHK-BShi、2003年1月3日)
- 100年インタビュー（NHKデジタル衛星ハイビジョン、2010年）
- 佐賀銀行企業CM（2011年）